# Günther Anhalt
Günther Anhalt (5 de março de 1893 - 2 de fevereiro de 1943) foi um oficial alemão que serviu na  durante a Segunda Guerra Mundial. Foi condecorado com a Cruz de Cavaleiro da Cruz de Ferro.